# Rajd Wysp Kanaryjskich 2013

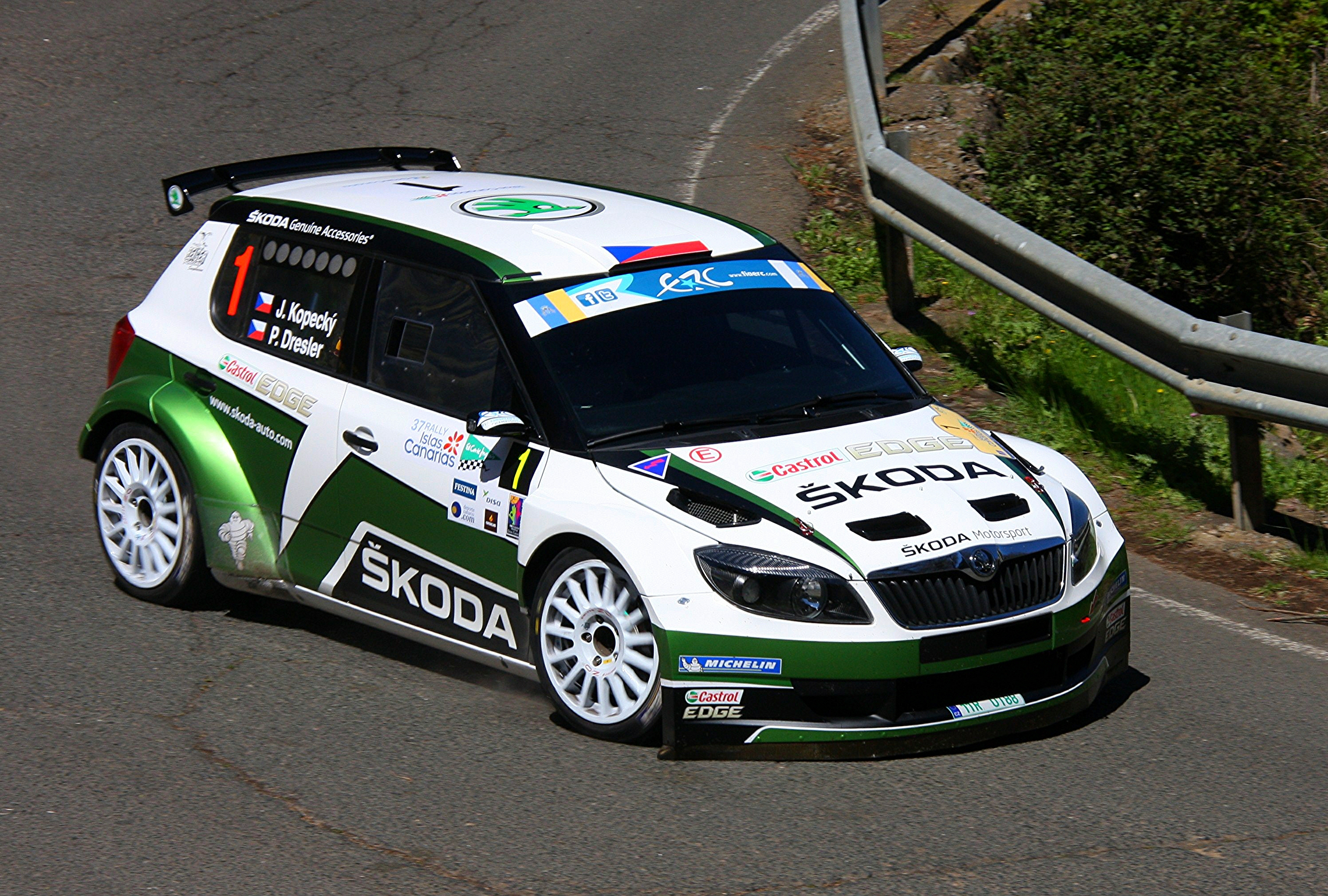
Jan Kopecký podczas Rajdu Wysp Kanaryjskich 2013 jadący Škodą Fabią S2000

Rezultaty Rajdu Wysp Kanaryjskich (37. Rally Islas Canarias El Corte Inglés 2013), eliminacji Rajdowych Mistrzostw Europy w 2013 roku, który odbył się w dniach 21-23 marca. Była to trzecia runda czempionatu w tamtym roku, odbywająca się na nawierzchni asfaltowej, a także pierwsza w mistrzostwach Hiszpanii. Bazą rajdu było miasto Las Palmas de Gran Canaria. Zwycięzcami rajdu została czeska załoga Jan Kopecký i Pavel Dresler jadący samochodem Škoda Fabia S2000. Wyprzedzili oni Irlandczyków Craiga Breena i Paula Nagle'a w Peugeocie 207 S2000 i Hiszpanów Luisa Monzóna i Joségo Carlosa Déniza w Mini Cooperze S2000.
Rajdu nie ukończyło 28 załóg. Na 7. odcinku specjalnym odpadł Brazylijczyk Daniel Oliveira w Fordzie Fieście RRC z powodu awarii skrzyni biegów. Na 9. oesie wycofali się Hiszpan Enrique García Ojeda w Citroënie DS3 R3T (wykluczony z powodu przekroczonej masy samochodu) i Andorczyk Joan Vinyes w Suzuki Swifcie S1600 (awaria alternatora). Z kolei na 10. oesie z udziału w rajdzie zrezygnował Polak Robert Kubica w Citroënie DS3 RRC, który miał wypadek. Na 11. oesie odpadł Francuz Jérémi Ancian w Peugeocie 207 S2000, który przebił oponę.

## Klasyfikacja ostateczna
| Miejsce                                      | Zawodnik                                     | Pilot                                        | Samochód                                     | Czas                                         | Strata                                       | Punkty                                       |
| klasyfikacja generalna (pierwsza dziesiątka) | klasyfikacja generalna (pierwsza dziesiątka) | klasyfikacja generalna (pierwsza dziesiątka) | klasyfikacja generalna (pierwsza dziesiątka) | klasyfikacja generalna (pierwsza dziesiątka) | klasyfikacja generalna (pierwsza dziesiątka) | klasyfikacja generalna (pierwsza dziesiątka) |
| -------------------------------------------- | -------------------------------------------- | -------------------------------------------- | -------------------------------------------- | -------------------------------------------- | -------------------------------------------- | -------------------------------------------- |
| 1.                                           | Jan Kopecký                                  | Pavel Dresler                                | Škoda Fabia S2000                            | 2:24:30.9                                    |                                              |                                              |
| 2.                                           | Craig Breen                                  | Paul Nagle                                   | Peugeot 207 S2000                            | 2:26:23.3                                    | +1:52.4                                      |                                              |
| 3.                                           | Luis Mónzon                                  | José Carlos Déniz                            | Mini Cooper S2000                            | 2:27:49.8                                    | +3:18.9                                      |                                              |
| 4.                                           | Fernando Capdevila                           | David Rivero                                 | Ford Focus WRC                               | 2:28:02.3                                    | +3:31.4                                      |                                              |
| 5.                                           | Miguel Fuster                                | Daniel Cué                                   | Porsche 997 GT3                              | 2:29:01.8                                    | +4:30.9                                      |                                              |
| 6.                                           | Xavier Pons                                  | Alex Haro                                    | Porsche 997 GT3                              | 2:30:46.2                                    | +6:15.3                                      |                                              |
| 7.                                           | Andreas Aigner                               | Jürgen Heigl                                 | Subaru Impreza STi R4                        | 2:31:21.7                                    | +6:50.8                                      |                                              |
| 8.                                           | Jonathan Pérez                               | Francisco Javier Álvarez                     | Mitsubishi Lancer Evo X                      | 2:31:25.3                                    | +6:54.4                                      |                                              |
| 9.                                           | Alberto Meira                                | David Vázquez                                | Mitsubishi Lancer Evo X                      | 2:32:08.2                                    | +7:37.3                                      |                                              |
| 10.                                          | Germain Bonnefis                             | Olivier Fournier                             | Renault Mégane RS                            | 2:33:01.9                                    | +8:31.0                                      |                                              |
| ERC (punktowane pozycje)                     |                                              |                                              |                                              |                                              |                                              |                                              |
| 1. (1.)                                      | Jan Kopecký                                  | Pavel Dresler                                | Škoda Fabia S2000                            | 2:24:30.9                                    |                                              | 38                                           |
| 2. (2.)                                      | Craig Breen                                  | Paul Nagle                                   | Peugeot 207 S2000                            | 2:26:23.3                                    | +1:52.4                                      | 28                                           |
| 3. (3.)                                      | Luis Mónzon                                  | José Carlos Déniz                            | Mini Cooper S2000                            | 2:27:49.8                                    | +3:18.9                                      | 24                                           |
| 4. (7.)                                      | Andreas Aigner                               | Jürgen Heigl                                 | Subaru Impreza STi R4                        | 2:31:21.7                                    | +6:50.8                                      | 18                                           |
| 5. (10.)                                     | Germain Bonnefis                             | Olivier Fournier                             | Renault Mégane RS                            | 2:33:01.9                                    | +8:31.0                                      | 13                                           |
| 6. (12.)                                     | Gorka Antxustegi                             | Alberto Iglesias                             | Suzuki Swift S1600                           | 2:33:52.5                                    | +9:21.6                                      | 9                                            |
| 7. (13.)                                     | János Puskádi                                | Barnabás Gódor                               | Škoda Fabia S2000                            | 2:34:44.5                                    | +10:13.6                                     | 9                                            |
| 8. (15.)                                     | Jean-Matthieu Leandri                        | Renaud Jamoul                                | Peugeot 207 S2000                            | 2:35:36.7                                    | +11:05.8                                     | 4                                            |
| 9. (16.)                                     | Robert Consani                               | Thibaut Gorczyca                             | Renault Mégane RS                            | 2:36:28.6                                    | +11:57.7                                     | 2                                            |
| 10. (18.)                                    | Antonín Tlusťák                              | Lukáš Vyoral                                 | Škoda Fabia S2000                            | 2:38:36.1                                    | +14:05.2                                     | 1                                            |
| Mistrzostwa Hiszpanii (pierwsza trójka)      |                                              |                                              |                                              |                                              |                                              |                                              |
| 1. (3.)                                      | Luis Mónzon                                  | José Carlos Déniz                            | Mini Cooper S2000                            | 2:27:49.8                                    |                                              | 52.5                                         |
| 2. (5.)                                      | Miguel Fuster                                | Daniel Cué                                   | Porsche 997 GT3                              | 2:29:01.8                                    | +1:12.0                                      | 45                                           |
| 3. (6.)                                      | Xavier Pons                                  | Alex Haro                                    | Porsche 997 GT3                              | 2:30:46.2                                    | +2:56.4                                      | 40.5                                         |

## Zwycięzcy odcinków specjalnych
| Dzień      | Odcinek | G. rozp. | Nazwa                       | Długość | Zwycięzca          | Czas    | Lider rajdu   |
| ---------- | ------- | -------- | --------------------------- | ------- | ------------------ | ------- | ------------- |
| 1 (22 MAR) | SS1     | 07:48    | Moya 1                      | 13.51km | Robert Kubica      | 8:40.4  | Robert Kubica |
| 1 (22 MAR) | SS2     | 08:24    | Artenara 1                  | 21.18km | Robert Kubica      | 13:49.4 | Robert Kubica |
| 1 (22 MAR) | SS3     | 09:09    | Tejeda 1                    | 14.31km | Robert Kubica      | 8:50.5  | Robert Kubica |
| 1 (22 MAR) | SS4     | 12:17    | Moya 2                      | 13.57km | Robert Kubica      | 8:32.2  | Robert Kubica |
| 1 (22 MAR) | SS5     | 12:53    | Artenara 2                  | 21.18km | Robert Kubica      | 13:29.9 | Robert Kubica |
| 1 (22 MAR) | SS6     | 13:38    | Tejeda 2                    | 14.31km | Robert Kubica      | 8:51.2  | Robert Kubica |
| 1 (22 MAR) | SS7     | 17:26    | Agüimes                     | 25.82km | Robert Kubica      | 14:39.5 | Robert Kubica |
| 1 (22 MAR) | SS8     | 18:29    | Ingenio                     | 20.88km | Robert Kubica      | 12:38.9 | Robert Kubica |
| 2 (23 MAR) | SS9     | 10:28    | Maspalomas 1                | 8.60km  | Jan Kopecký        | 4:24.8  | Robert Kubica |
| 2 (23 MAR) | SS10    | 11:01    | San Bartolomé de Tirajana 1 | 21.36km | Jan Kopecký        | 12:39.0 | Jan Kopecký   |
| 2 (23 MAR) | SS11    | 11:44    | Valleseco 1                 | 16.12km | Miguel Fuster      | 9:59.3  | Jan Kopecký   |
| 2 (23 MAR) | SS12    | 15:07    | Maspalomas 2                | 8.60km  | Jan Kopecký        | 4:25.9  | Jan Kopecký   |
| 2 (23 MAR) | SS13    | 15:40    | San Bartolomé de Tirajana 2 | 21.36km | Fernando Capdevila | 12:35.3 | Jan Kopecký   |
| 2 (23 MAR) | SS14    | 16:23    | Valleseco 2                 | 16.12km | Jan Kopecký        | 9:36.1  | Jan Kopecký   |